# Adam Władysław Jaruntowski
Adam Władysław Jaruntowski (Jarontowski) z  Jarunt herbu Prus III (zm. 1712) – kasztelan sanocki w 1710 roku, sędzia grodzki sanocki w 1710 roku, stolnik sanocki w 1710 roku, stolnik parnawski w 1681 roku, sędzia kapturowy ziemi sanockiej w 1696 roku, poseł na sejm, właściciel dóbr na Podkarpaciu k. Brzozowa.
Był synem Bartłomieja Jaruntowskiego z Jarnut (ok. 1620 – ok. 1670).
stolnik parnawski i Zofii Dąbrowskiej (ok. 1630 - ok. 1680). Żoną jego była Krystyna Sabina Druszkiewicz, córka Stanisława.
Jego syn Zygmunt  Jaruntowski poślubił Konstancję Stadnicką h. Szreniawa i miał  syna Jakuba Jaruntowskiego.